# Мисько Юрій Еммануїлович

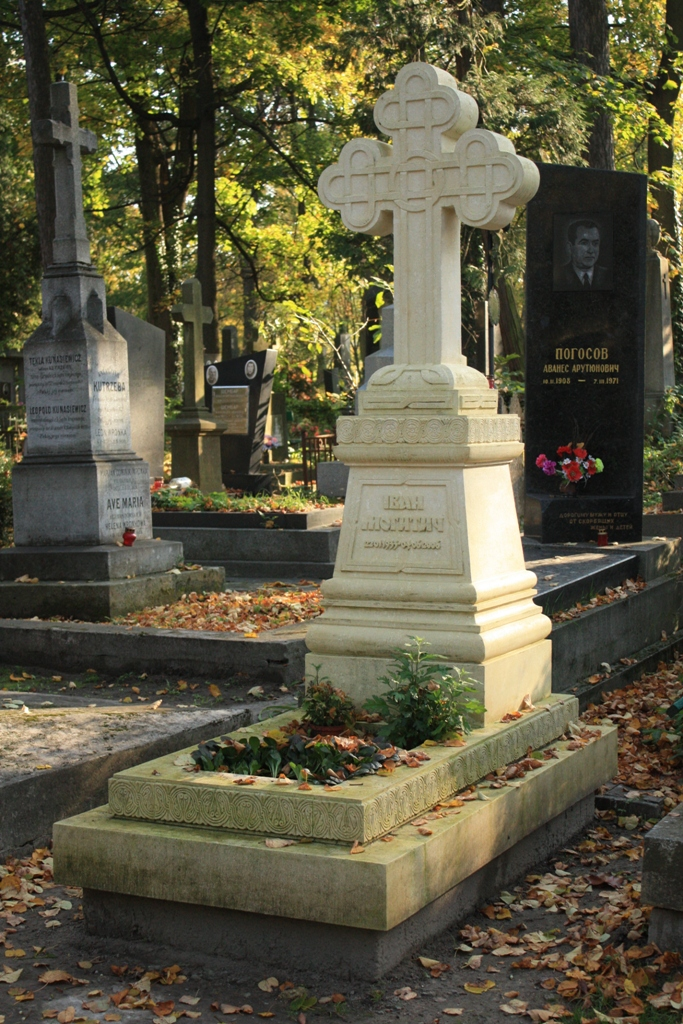
Пам'ятник Івану Могитичу — директору Львівського науково-дослідного інституту реставрації архітектури, вапняк, 2008, Личаків. цвинтар, м. Львів.

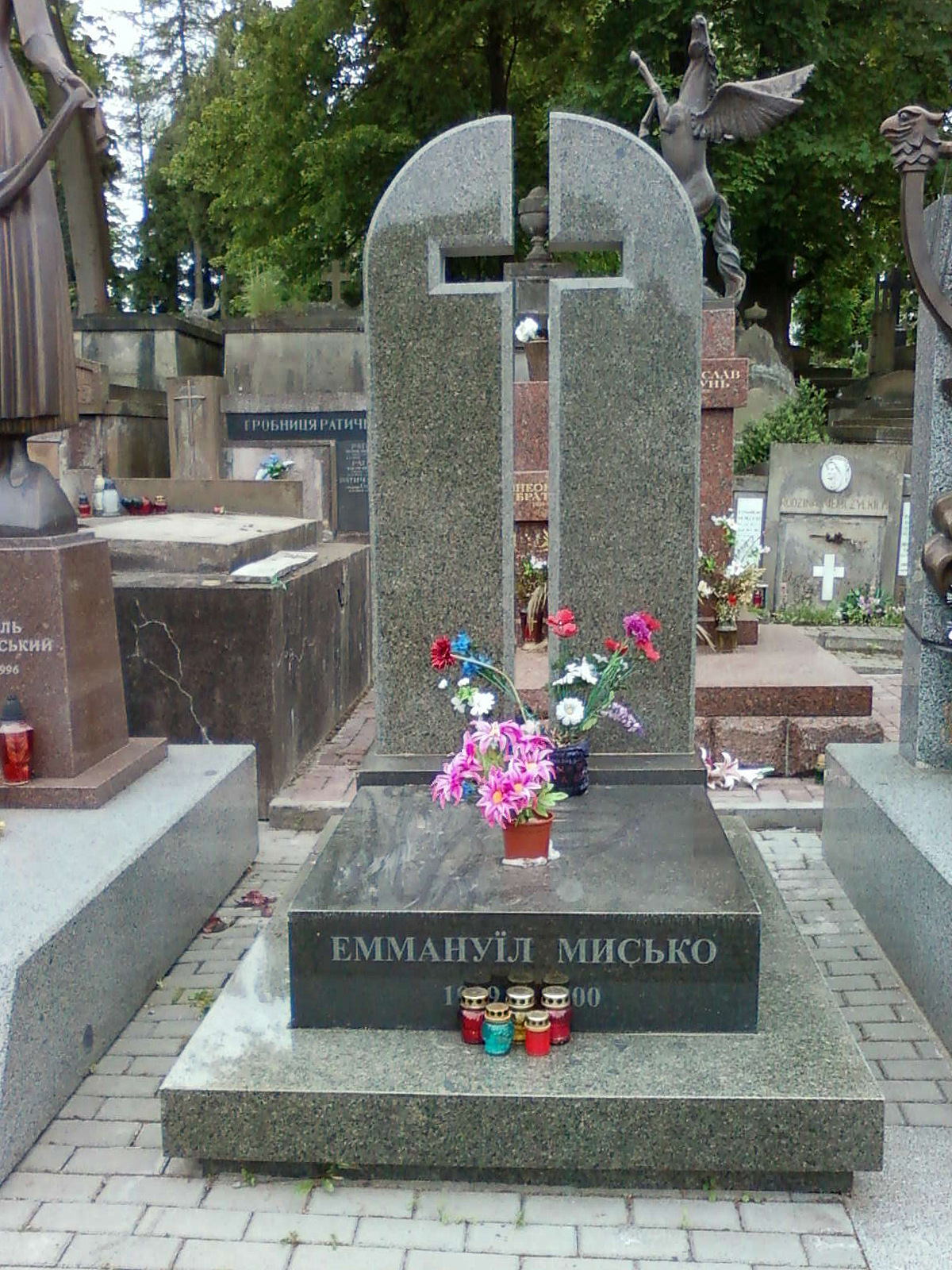
Нагробний пам'ятник Миську Е. П., скульптору, ректору ЛНАМ, професору, академіку, народному художнику України 2009, граніт, Личаківський цвинтар.

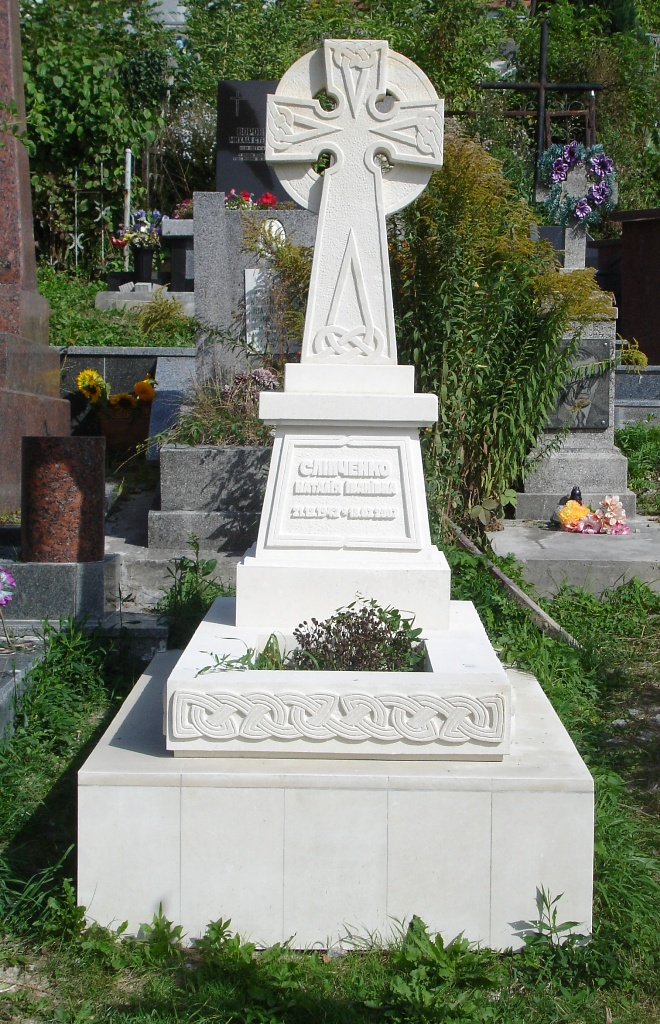
Пам'ятник мистецтвознавцю і реставратору Сліпченко Н. І., 2011, Личаків. цвинтар, м. Львів.

Мисько Юрій Еммануїлович (нар. 3 липня 1955, Львів) — український скульптор, член НСХУ (1989). Майстер психологічного портрету. Активний учасник міжнародного симпозіумного руху.

## Біографія
Народився 3 липня 1955 року у Львові. Син скульптора Еммануїла Миська, брат кераміста Ореста Миська і музикознавиці Роксоляни Мисько-Пасічник, батько скульптора Яреми Миська, ювеліра Олекси Миська та компютерного графіка Еммануїла Миська, чоловік скульптора Людмили Мисько. 1979 року закінчив Львівський інститут прикладного та декоративного мистецтва. Серед викладачів Мирон Вендзилович, Михайло Курилич і Дмитро Крвавич. Член Спілки художників від 1989 року. Працює в ділянці станкової та монументальної скульптури, об'ємно-просторової пластики в металі, камені, кераміці, майстер психологічного портрету. Працював старшим викладачем (1992—1999) та доцентом (1999—2015) кафедри скульптури Львівської Національної академії мистецтв. Входив до складу журі конкурсу проектів пам'ятника Володимирові Кубійовичу у Львові 2001 року.
З 1982 року учасник понад 100 міжнародних та всеукраїнських симпозіумів, виставок та мистецьких акцій. Брав участь у створенні 10-метрової піскової скульптури (рекорд Росії, Санкт-Петербург, Росія 2006), був художнім керівником фестивалів піскової скульптури у Києві (рекорд, занесений у книгу Гінеса України, 2007), Мінську, Білорусь (2008) та Ієракліоні, Греція (2016).
Твори придбані Міністерством культури СРСР та України, мерією Львова, Львівською картинною галереєю, зберігаються у публічних та приватних збірках України, Франції, США, Словаччини, Туреччини, Польщі, Кіпру, Росії, Греції, Швейцарії, Єгипту, Латвії.

## Участь у симпозіумах, мистецьких проектах
- 1987 — І республіканський симпозіум в м. Ямполі Вінницької обл. (Україна)
- 1988 — Всесоюзний симпозіум зі скульптури, присвячений 1000-літтю Хрещення Русі, м. Київ (Україна)
- 1988 — Всесоюзний симпозіум зі скульптури «Одіссея», м. Одеса (Україна)
- 1989 — Всесоюзний симпозіум зі скульптури в граніті, м. Миколаїв (Україна)
- 1989 — Міжнародний симпозіум зі скульптури в м. Горлівка Донецької обл. (Україна)
- 1990 — Міжнародний симпозіум зі скульптури, м. Тернопіль (Україна)
- 1991 — Пленер малої пластики в камені, м. Очаків (Україна)
- 1992 — І Всеукраїнський симпозіум зі скульптури в камені, м. Львів (Україна)
- 1998 — Симпозіум зі скульптури в камені «Подільський оберіг», с. Буша Ямпільського району, Вінницької  обл. (Україна)
- 1999 — Симпозіум по каменю, присвячений 2000-літтю народження Ісуса Христа, м. Івано-Франківськ  (Україна)
- 2000 — Симпозіум льодової скульптури, м. Київ (Україна)
- 2000 — Всеукраїнський Симпозіум «Тіні забутих предків», присвячений пам'яті академіка Еммануїла Миська,  м. Коломия Івано-Франківської обл. (Україна)
- 2001 — Міжнародний симпозіум з живопису та скульптури, м. Дубовіце, Словаччина.
- 2001 — Міжнародний симпозіум малої пластики, м. Рига, Латвія.
- 2002 — Міжнародний симпозіум зі скульптури «Дорога мистецтва», м. Вельки Шаріш, Словаччина.
- 2002 — Симпозіум зі скульптури, м. Кременчук Полтавської області.
- 2003 — Симпозіум зі скульптури «Кобзар», м. Львів.
- 2003 — Всеукраїнський симпозіум зі скульптури з пісковика, «Тіні незабутих предків», с. Сокіл  Чернівецького району Вінницької області.
- 2006 — Проект піскової скульптури «Парад історії. Романови.», м. Санкт-Петербург, Росія.
- 2006 — IV міжнародний фестиваль піскової скульптури, м. Київ.
- 2006 — Проект льодової скульптури, торговельно-розважальний центр «Ритм», м. Київ.
- 2006 — Проект льодової скульптури, «Альта-центр», м. Київ.
- 2007 — І симпозіум із льодової скульптури у Львові в рамках мистецької акції «Різдво на Валовій».
- 2007 — V міжнародний фестиваль піскової скульптури, Труханів острів, м. Київ, скульптура занесена в  Книгу рекордів України.
- 2007 — Міжнародний симпозіум зі скульптури з граніту, «Галерея-через дотик» для осіб з вадами зору,  регіональний музей м. Стальова Воля, Польща
- 2008 — ІІ симпозіум крижаної скульптури у Львові, «Сад танучих скульптур».
- 2008 — «Авторський майстер-клас скульптури з гіпсу Юрія та Людмили Миськів» організований ТМ  Blend- a-med, м. Київ.
- 2008 — Міжнародний симпозіум зі скульптури з пісковика, за підтримки президента України Віктора Ющенка,  Батурин, Україна.
- 2010 — І міжнародний фестиваль снігової скульптури у Львові «Снігослід».
- 2010 — I міжнародний симпозіум скульптури з мармуру, м. Шарм-Ель-Шейх, Єгипет.
- 2010 — І міжнародний симпозіум скульптури з каменю, м. Хуст, Україна.
- 2010 — симпозіум скульптури з вапняку, Київська дитяча Академія мистецтв, м. Київ, Україна.
- 2011 — X міжнародний симпозіум зі скульптури, м. Морж, Швейцарія.
- 2012 — III міжнародний симпозіум скульптури з мармуру, м. Каїр, Єгипет.
- 2012 — Симпозіум скульптури, пісковик, граніт, с. Буша Вінницької області.
- 2013 — XI міжнародний симпозіум зі скульптури з вапняку, м. Морж, Швейцарія.
- 2013 — міжнародний симпозіум скульптури з пісковику, Буковель, Україна.
- 2013 — Симпозіум скульптури, граніт, с. Буша Вінницької області.
- 2013 — VI міжнародний симпозіум зі скульптури з мармуру, м. Пенза, Росія.
- 2013 — всеукраїнський симпозіум скульптури з вапняку, Запоріжжя, Україна.
- 2013 — міжнародний симпозіум скульптури з діабазу, Аланія, Туреччина.
- 2014 — міжнародна скульптурна колонія з мармуру, Денізлі, Туреччина.
- 2015 — ІІ міжнародний симпозіум зі скульптури з вапняку, Айа Напа, Кіпр.
- 2015 — XII міжнародний симпозіум зі скульптури з вапняку, м. Морж, Швейцарія.
- 2015 — міжнародний симпозіум зі скульптури з вапняку, Миколаїв, Україна.
- 2016 – І міжнародний симпозіум зі скульптури з дерева, м. Київ.
- 2016 – І міжнародний фестиваль піскової скульптури, м. Малевізі, о. Кріт, Греція.

## Зображення

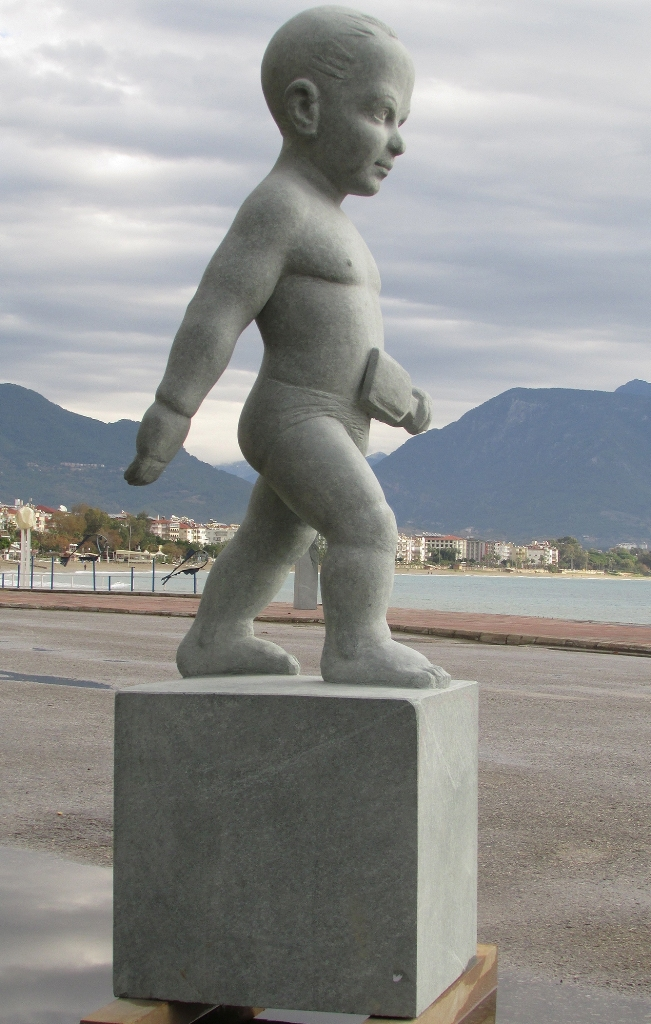
«Назустріч природі» 2013, діабаз, 200х60х60 см, Аланія, Туреччина.

## Участь у виставках
- 1983 – І Всесоюзна виставка скульптури, м. Москва (Росія)
- 1987 – Республіканська виставка «Молодість країни», м. Київ (Україна)
- 1988 – Всесоюзна виставка творів молодих художників, м. Москва (Росія)
- 1988 – «Осінні зустрічі», м. Львів (Україна)
- 1988—1989 – «Мініатюра в декоративно-прикладному мистецтві», м. Львів, Київ (Україна)
- 1990 – Персональна виставка, м. Львів (Україна)
- 1991 – Персональна виставка, м. Радом, Варшава (Польща)
- 1991 – «Відродження» Біенале Львів-91 (Україна)
- 1991 – «Виставка малих форм», м. Очаків, Миколаїв, Київ (Україна)
- 1992 – «Виставка малих форм», м. Львів (Україна)
- 1993 – «Львівська весна», м. Львів (Україна)
- 1994 – Galerie ART CONTEMPORAIM Epone, (Франція)
- 1996 – Персональна виставка, м. Луцьк (Україна)
- 1997 – Виставка, присвячена відкриттю Львівського Палацу мистецтв Львів (Україна)
- 1998 – Виставка українських художників, Париж (Франція)
- 1999 – Всеукраїнське Трієнале скульптури, м. Київ (Україна)
- 1999 – Виставка львівських художників, Нью-Йорк (США)
- 1999 – Виставка «Скульптура України XX ст.», Київ (Україна)
- 2000 – Всеукраїнська виставка, присвячена до Дня Художника м. Київ (Україна)
- 2002 – Всеукраїнське Трієнале «Скульптура 2002», м. Київ (Україна)
- 2005 - Виставка «Високий замок», м. Львів.
- 2006 - Виставка секції скульптури НСХУ «Львівська скульптура», Палац мистецтв, м. Львів.
- 2007 - Великий скульптурний салон, центр ділового та культурного співробітництва «Український дім»,  Київ.
- 2009 - «Від Еммануїла до Еммануїла» виставка родини Миськів, Київська дитяча академія мистецтв.
- 2010 – «Весняний салон», Палац мистецтв, м. Львів.
- 2011 – «Весняний салон», Палац мистецтв, м. Львів.
- 2011 – Міжнародна виставка скульптури, замок-музей, Морж,  Швейцарія.
- 2012 – «Малярство, графіка, скульптура», Палац мистецтв, Львів.
- 2013 – Міжнародна виставка скульптури, замок-музей, Морж, Швейцарія.
- 2013 – Міжнародна виставка скульптури, каплиця св. Кіпріана, Бресюїр, Франція.
- 2015 – Міжнародна виставка скульптури, замок-музей, Морж, Швейцарія.
- 2016 - Виставка лауреатів «Високий замок», м. Львів.

## Твори
- «Акіф — студент з Азербайджану» (1982, тонований гіпс, 83×28×32).[5]
- Портрет брата (1982, тонований гіпс, 48×23×28).[5]
- Чоловічий портрет (1982, теракота, 36×22×30).[6]
- Портрет Мухтара Гаджієва (1985, тонований гіпс, 54×26×29).[7]
- «Торс лежачий» (1987).[2]
- Портрет В. Кауфмана (1990).[2]
- «Портрет Лесі» (1995, теракота, 40×25×28).[8]
- Намогильний пам'ятник Созанському, пісковик 1995, Львів (Україна)
- «Початок» (1995, камінь).[9]
- Пам'ятник Т. Шевченкові, пісковик, 1996-1997, с. Сокільники Пустомитівського р-ну Львівської обл. (Україна)у співавторстві
- Пароху українських громад Нью-Йорка, Лондона, Мюнхена, граніт, 1996-1997, Україна
- «Кохана» (1997).[2]
- Намогильний пам'ятник родині Стернюків, вапняк, 1999, м. Пустомити, Львівської обл. (Україна)у співавторстві
- «Сфінкс» (2000, лід, 200×100×80).[3]
- «Ангел» (2001).[2]
- Меморіальна таблиця Еммануїлові Миську на вулиці Вітовського у Львові (2001, бронза, 110×100).[3]
- «Чекає на лелеку» (2002, мармур, 25×10×10).[3]
- Пам'ятник жертвам голодомору і репресій, пісковик, 2003, с. Сокіл Чернівецького району Вінницької області, у співавторстві.
- Портрет Степана Кищака (2005, тонований гіпс, 80×40×40).[3]
- Портрет поета Миколи Петренка (2006, тон. гіпс, 43×36×41 см, приватна збірка, м. Львів.)
- Намогильний пам'ятник А.Барановському 2006, граніт, 250×240×240 см, м. Тернопіль.
- Намогильний пам'ятник професору Є. М. Лазьку 2006, вапняк, Личаківський цвинтар, м. Львів.
- Реставрація рельєфів та ліпленого декору на фасадах будівлі бібліотеки ім. М.Стефаника (відділу мистецтв) по вулиці Дорошенка 2006.
- Реставрація ліпленого декору на фасадах будинків по вулиці М.Грушевського та на площі Петрушевича 2006.
- Рельєфний портрет скульптора І.Севери 2007, бронза, 38×25 см, Личаківський цвинтар, м. Львів.
- «Протиріччя» 2007, граніт, 120×100×60 см, «Галерея –через дотик» для осіб з вадами зору, регіональний музей м. Стальова Воля, Польща.
- «Вітрильник» 2007, граніт, 70×70×22 см, «Галерея-через дотик» для осіб з вадами зору, регіональний музей м. Стальова Воля, Польща.
- Пам'ятник Ярославу Мельнику-«Роберту»-провідникові ОУН-УПА 2007, вапняк, 1200х1000х600, с. Липа Долинського району Івано-Франківської  області, у співавторстві.
- «Пташка»- намогильний пам'ятник Ані Мякушко 2007, мармур, граніт, габро, 130х90х70, с. Жовтанці Львівської області.
- «Янголятко»- намогильний пам'ятник 2007, вапняк, граніт, 120х120х70 см, с. Домажир Львівської області, у співавторстві.
- «Ангел»- меморіальна скульптура 2007, вапняк, 90х80х50 см, цвинтар «Наголоско», м. Львів.
- «Недалека далекоглядність» 2007, базальт, 36х26х16 см, власність автора.
- «Бентежний дух гетьманства» (2008, камінь). Робота створена в рамках симпозіуму «Батурин—2008» у Седневі.[10]
- Композиція для фонтану «Коні» 2008, 100х100х95 см, пісковик.
- Нагробний пам'ятник Миську Е. П., скульптору, ректору ЛНАМ, професору, академіку, народному художнику України 2009, граніт, Личаківський  цвинтар.
- Нагробний пам'ятник і рельєфний портрет Харка Т. Д. 2009, граніт.
- Нагробний пам'ятник Василю Черваку, граніт, Львів.
- Нагробний пам'ятник Андрію Долгічу, вапняк, м. Канів Черкаської області.
- Виконання в матеріалі(камені) і встановлення скульптури «Покрова» 2009, вапняк.
- Виконання в матеріалі(камені) і встановлення скульптури «Кліо» і нагробного пам'ятника історику  Ярославу Дашкевичу 2009, вапняк,  Личаківський цвинтар, м. Львів.
- Нагробний пам'ятник Могитичу І. Р., директору інституту «Укрзахідпроектреставрація» 2009, вапняк,  Личаківський цвинтар,  м. Львів.
- «Сонце» 2010, вапняк, 330x80x80cм, Київська дитяча академія мистецтв.
- Нагробний пам'ятник родині Муринців 2010, вапняк, м. Старий Самбір Львівської області.
- «Психолог» (2010, тонований гіпс, вапняк, висота 45).[11]
- гробівець родини Козаків 2010, граніт, Личаківський цвинтар, м. Львів.
- «Фортуна» 2011, вапняк, приватна збірка, Швейцарія.
- «Екстаз» 2011, пісковик, приватна збірка, Швейцарія.
- «Очі» 2011, пісковик, приватна збірка, Швейцарія.
- «Бард» 2011, портрет поета Олеся Дяка, гіпс тонований.
- Нагробний пам'ятник і меморіальна пластика «Оберіг» Артемові Варенько 2011-2012, цвинтар  «Бирківці», м. Київ.
- Нагробний пам'ятник мистецтвознавцю і реставратору Сліпченко Н. І. 2011, Личавський цвинтар, м. Львів.
- «Ангел» — нагробний пам'ятник Каті Петрів 2012, с. Грабів Рівненської області.
- «Янгол» — нагробний пам'ятник Юрчику Миську 2012, с. Княжичі Київської області, у співавторстві.
- «Вітер» 2012, мармур, граніт, висота-45 см, приватна збірка, м. Львів.
- «Крила натхнення» 2012, 350х150х120 см, мармур, м. Каїр, Єгипет.
- «Кентавр» 2012, пісковик, 180х100х40 см, с. Буша Вінницької області.
- «Богиня-праматір» 2012, граніт, 225х70х70 см, с. Буша Вінницької області.
- «Вранішня зоря» 2012, бронза, власність автора.
- «Дотик» 2012, бронза, 30х10х10 см, власність  автора.
- «Німфа» 2012, мармур, 90х40х60 см, фоє готелю, пл. Звенигородська, м. Львів.
- Нагробний пам'ятник і рельєфний портрет Галини Олійник 2013, бронза, граніт, м. Львів.
- «Пролісок» 2013, мармур, габро, 23х6х5 см, приватна збірка, м. Морж,  Швейцарія.
- «Трипілька мадонна» 2013, мармур, граніт, 13,5х10х6 см, приватна збірка, м. Морж,  Швейцарія.
- «Дзвіночок» 2013, мармур, граніт, 15х6х6 см, приватна збірка, м. Морж,  Швейцарія.
- «Африка» 2013, мармур, габро, 23х10х6 см, приватна збірка, м. Морж, Швейцарія.
- «Пісковий годинник» 2013, вапняк, 60х40х40 см, XI міжнародний симпозіум зі скульптури, м. Морж,  Швейцарія.
- «Дорога до Дзвінки» 2013, пісковик, 220х200х90 см, міжнародний симпозіум зі скульптури, с. Буковель Івано-Франківської  області.
- «Листочок» 2013, граніт, 40х16х12 см, приватна збірка, м. Бресюїр, Франція.
- «Пастушок» 2013, граніт, 150х120х80 см, симпозіум зі скульптури, с. Буша Вінницької  області.
- «Журба» 2013, мармур, 175х120х90 см, VI міжнародний симпозіум зі скульптури, м. Пенза,  Росія.
- «По-турецьки» 2013, груша, 21х17,5х8,5 см, музей модерного мистецтва, Пенза,  Росія.
- «Ой, у лузі червона калина похилилася…» 2013, вапняк, 280х100х90 см, симпозіум зі скульптури,  м. Запоріжжя.
- «Назустріч природі» 2013, діабаз, 200х60х60 см, X міжнародний симпозіум зі скульптури з мармуру,  Аланія,  Туреччина.
- «Грецький Сфінкс» 2013, пісковик, 300x200x70 см, Айя-Напа, Кіпр, у співавторстві.
- «Кентавр» 2013, пісковик, 280x130x60 см, Айя-Напа, Кіпр.
- «Ніка» 2013, вапняк, 80х40х40 см, XII міжнародний симпозіум зі скульптури, м. Морж, Швейцарія.
- «Метелик» 2013, вапняк, 230х180х80 см, Миколаїв, Львівська обл..
- Пам'ятник поетові Михайлу Саченку 2014 с. Моринці Черкаської області.
- «Посейдон» 2016 пісок, 300х300х300 см, Амудара, Малевізі, о. Кріт, Греція, у співавторстві.
- «Сирена» 2016 пісок, 300х300х300 см, Амудара, Малевізі, о. Кріт, Греція, у співавторстві.
- Портрет Кравченка М. О. 2016, професора мистецтвознавства ЛНАМ, теракота.